# Heide Simon (Schauspielerin)
Heide Simon (* 1947 in Schweinfurt) ist eine deutsche Schauspielerin und Hörspielsprecherin.

## Leben
Heide Simon wuchs als Waisenkind bei ihrer Großmutter auf. Mit 8 Jahren spielte sie in einer Schulaufführung Johann Gutenberg. Von 1967 bis 1970 besuchte sie die Schauspielschule Leonhardt, fiel aber bei der Abschlussprüfung durch, ebenso wie am selben Tag ihr Mitschüler Rainer Werner Fassbinder. Nach einem Stückvertrag an einem Wiesbadener Privattheater, erhielt Simon ein erstes Festengagement an der Frankfurter Katakombe. Weitere Verpflichtungen führten sie an die Landesbühne Iserlohn, an die Bühnen der Landeshauptstadt Kiel, erneut nach Frankfurt ans Theater am Turm und später an das Schauspiel Frankfurt. Heide Simon wirkte weiter am Schauspiel Stuttgart, am Schauspielhaus Bochum, am Theater der Freien Volksbühne,  am Maxim-Gorki-Theater  und der Komischen Oper in Berlin, im Mülheimer Theater an der Ruhr, am Münchner Volkstheater und dem Bayerischen Staatsschauspiel, am Schauspiel Essen, am Nationaltheater Mannheim und den Theatern in Bonn und Oberhausen. Simon spielte dabei unter bekannten Regisseuren, neben Fassbinder waren dies Hermann Treusch, Dieter Pfaff, Thomas Langhoff, Christof Nel oder Klaus Weise.
Seit 1971 arbeitet Heide Simon auch für das Fernsehen und debütierte in ihren ersten beiden Filmen Händler der vier Jahreszeiten und Martha unter der Regie von Rainer Werner Fassbinder. Mit Beginn der 1990er Jahre steht sie regelmäßig vor der Kamera und hatte neben Rollen in Spielfilmen auch Gastauftritte in verschiedenen Serien wie Der Fahnder, Die Straßen von Berlin, SK Kölsch, SOKO Wismar und einigen Tatort-Folgen. 2013 wirkte Simon in dem mit dem Adolf-Grimme-Preis ausgezeichneten Film Der letzte schöne Tag mit, 2014 war sie in dem mit mehreren Preisen bedachten Kurzfilm Der späte Vogel zu sehen.
Daneben ist Heide Simon auch umfangreich als Sprecherin von Hörspielproduktionen verschiedener Rundfunksender tätig.
Heide Simon lebt in Berlin.

## Filmografie (Auswahl)
- 1972: Händler der vier Jahreszeiten
- 1974: Martha
- 1990: Der Rausschmeißer
- 1991: Der Fahnder – Tauschgeschäfte
- 1992: Tatort – Bienzle und der Biedermann (Fernsehreihe)
- 1993: Wehner – die unerzählte Geschichte
- 1993: Die zweite Heimat – Chronik einer Jugend
- 1994: Der Fahnder – Liebestod
- 1994: Stadtklinik (2 Folgen als Claudia Grüner)
- 1995: Tatort – Die schwarzen Bilder (Fernsehreihe)
- 1996: Und keiner weint mir nach
- 1998: Die Straßen von Berlin – Endstation
- 2000: Alarm für Cobra 11 – Die Autobahnpolizei – Highway Maniac
- 2000: Anwalt Abel – Das Geheimnis der Zeugin
- 2001: SK Kölsch – Funkenmariechen ist tot
- 2001: Die Biester (12 Folgen als Frau Weiß)
- 2001: Für alle Fälle Stefanie – Gekauftes Glück
- 2002: Der kleine Mönch – Tod dem Vampir
- 2002: Tatort – Verrat (Fernsehreihe)
- 2004: Liebe ist die beste Medizin
- 2005: Tatort – Ohne Beweise (Fernsehreihe)
- 2006: Die Pferdeinsel
- 2006: In aller Freundschaft – Mein fremder Mann
- 2007: SOKO Wismar – Das Recht zu leben
- 2007: Polizeiruf 110 – Tod in der Bank
- 2011: Tatort – Altes Eisen (Fernsehreihe)
- 2011: Der letzte schöne Tag
- 2014: Der späte Vogel (Kurzfilm)
- 2014: In aller Freundschaft – Wortgefechte
- 2014, 2021: SOKO Stuttgart – Auf fremde Rechnung, Mietfrei in den Tod
- 2016: SOKO Wismar – Der russische Soldat
- 2017: Der namenlose Tag
- 2018: SOKO Leipzig – Missing in Action
- 2018: Ein starkes Team – Tod einer Studentin
- 2018: Extraklasse
- 2019: Der Usedom-Krimi: Winterlicht (TV-Reihe)
- 2019: Tatort – Die harte Kern (Fernsehreihe)
- 2020: Stralsund: Blutlinien
- 2020: Harter Brocken: Die Fälscherin
- 2022: Tatort: Borowski und der Schatten des Mondes (Fernsehreihe)
- 2022: McLenBurger – 100% Heimat
- 2022: Wolfsland: 20 Stunden (Fernsehreihe)
- 2023: Mit Herz und Holly: Diagnose Neustart
- 2024: Morden im Norden – Nichts zu verlieren

## Hörspiele
- 1976: Unfallursache – Regie: Horst H. Vollmer
- 1977: Sperre Eins – Regie: Ulrich Gerhardt
- 1977: E-Schock und Neuroleptika – Regie: Günther Sauer
- 1978: Protokoll einer Sitzung – Regie: Hermann Treusch
- 1978: Rückreise – Regie: Willi Schmidt
- 1983: Suchkraft – Regie: Heinz von Cramer
- 1985: Persianerklaue oder Die Todesursache – Regie: Detlef Jacobsen
- 1985: Die Komödie der Stadt Petersburg – Regie: Heinz von Cramer
- 1986: Die Rekonstruktion – Regie: Raoul Wolfgang Schnell
- 1986: Wie ein Wasserhahn – Regie: Hein Bruehl
- 1986: Tristram Shandy... Unglücksrabe oder: Von der Bahre bis zur Wiege – Regie: Heinz von Cramer
- 1986: Taucherbrille – Regie: Klaus-Dieter Pittrich
- 1986: Der lange Abschied – Regie: Klaus-Dieter Pittrich
- 1986: Das Feuer wird nie erlöschen – Regie: Hein Bruehl
- 1987: Hundeleben 1892 – Regie: Heinz von Cramer
- 1989: Hunger – Regie: Klaus-Dieter Pittrich
- 1990: Geschichten vom Dampfradio – Regie: Michael Peter
- 1991: Poil de Carotte/Karottenkopf – Regie: Hein Bruehl
- 1993: Obsession – Regie: Heinz von Cramer
- 1994: Saubere Hände – Regie: Hein Bruehl
- 2005: Peymann packt – Regie: Ilja Richter
- 2006: Mit Blindheit geschlagen (1. und 2. Teil) – Regie: Norbert Schaeffer

## Auszeichnungen
- 1997: Oberhausener Theaterpreis – Beste Schauspielerin für die Darstellung der Rosel Krause in Touristen[2]
- 2015: Ehrung als beste Schauspielerin auf dem Vaughan Film Festival in Kanada für den Kurzfilm Der späte Vogel[2]